# VK Holsbeek
VK Holsbeek is een Belgische voetbalclub uit Holsbeek. De club is aangesloten bij de KBVB met stamnummer 7783 en heeft geel en blauw als kleuren.

## Geschiedenis
Na een tijdje vriendschappelijk voetbal sloot in 1972 VK Milkano Holsbeek zich aan bij de Belgische Voetbalbond, waar men stamnummer 7783 kreeg toegewezen. De naam "Milkano" verwees naar de activiteiten als melkboer van Fons Tuyls, een van de drijvende krachten achter de jonge club. Hij was ook cafébaas; het café deed dienst als clublokaal. Later zou hij erevoorzitter van de club worden. Het tussenvoegsel verdween jaren later uit de naam.
De club ging van start in de laagste provinciale reeksen. De club bleef er tot 2016 in de onderste reeksen, Derde en Vierde Provinciale spelen. In het jaar 2016 zijn ze tweede geëindigd in derde provinciale wat voldoende was om een plaats te verkrijgen in tweede provinciale. In het seizoen 2016-2017 speelt VK Holsbeek dus voor het eerst in de geschiedenis in tweede provinciale.